# Nezam Hafiz
Nezam Hafiz (Rose Hall, 21 de abril de 1969 - Nueva York, 11 de septiembre de 2001) fue un jugador de críquet estadounidense nacido en Guyana. Hafiz era un bateador de orden medio diestro que lanzaba con el brazo derecho a paso medio. Trabajaba en la Torre Norte del World Trade Center en la mañana del 11 de septiembre de 2001, falleciendo víctima de los atentados terroristas. 

## Biografía
Habiendo jugado al críquet desde una edad temprana, Hafiz fue capitán del equipo de cricket Sub-19 de Guyana en el Torneo Juvenil Northern Telecom de 1988, un torneo con otros equipos sub-19 de las Indias Occidentales. Su primer partido como capitán sub-19 fue contra la selección de dicha categoría de Trinidad y Tobago, capitaneado por Brian Lara. Hafiz hizo su debut en la selección absoluta ese mismo año con Demerara en la final del Trofeo Guystac 1988/89 contra Berbice, terminando el encuentro en empate. Su debut con Guyana se dio contra Barbados en esa misma temporada en la Red Stripe Cup. 
Luchando por encontrar un puesto de titular regular en lo que fue un fuerte equipo de Guyana en la década de 1980 y principios de la de 1990, hizo cuatro apariciones más con la absoluta para Guyana, la última de las cuales fue contra un combinado de las Leeward Islands. En sus cinco partidos con Guyana, anotó 40 carreras con un promedio de 10,00, con una puntuación alta de 30. Hizo dos apariciones en la Lista A para su país de origen, ambas en 1988.
Se unió a sus padres y dos hermanas mayores en Nueva York en 1992. Antes de su partida donó su equipo de críquet al club en el que dio sus primeros pasos, en Georgetown. Después de su traslado a los Estados Unidos, Hafiz pasó a jugar un solo partido de la Lista A para el equipo nacional de criqueet de Estados Unidos contra las Leeward Islands, cuando EE. UU. fue invitado a participar en el Red Stripe Bowl 1998-99. En su única aparición importante para los Estados Unidos, estuvo ausente en sus entradas de bateo. También realizó una gira por Inglaterra con el equipo en 2000.
Hafiz murió en los ataques del 11 de septiembre al World Trade Center. Trabajaba como asistente financiero para la compañía de seguros Marsh & McLennan, cuyas oficinas estaban ubicadas en el piso 94 de la Torre Norte, la primera en ser golpeada tras el impacto del vuelo 11 de American Airlines que pilotaba Mohamed Atta. En el momento de su muerte vivía en South Ozone Park, en el distrito de Queens. Su nombre es uno de los 2.983 nombres inscritos en el National September 11 Memorial & Museum ubicado en Manhattan. Su nombre se puede encontrar en el Panel N-6 de la Piscina Norte.